# جوش هينيسي
جوش هينيسي (بالإنجليزية: Josh Hennessy)‏ هو لاعب هوكي الجليد أمريكي، ولد في 7 فبراير 1985 في بروكتون في الولايات المتحدة.

## وصلات خارجية
- جوش هينيسي على موقع دوري الهوكي الوطني (الإنجليزية)
- جوش هينيسي على موقع قاعة مشاهير الهوكي (لاعب أن.إتش.أل) (الإنجليزية)
- جوش هينيسي على موقع EliteProspects.com (الإنجليزية)
- جوش هينيسي على موقع HockeyDB.com (الإنجليزية)
- جوش هينيسي على موقع Hockey-Reference.com (الإنجليزية)